# Julia Butterfly Hill
Julia Hill, meglio conosciuta come Julia Butterfly Hill (Mount Vernon, 18 febbraio 1974), è un'ambientalista e scrittrice statunitense.
È diventata nota per essere rimasta per 738 giorni su una sequoia nella foresta di Headwaters a circa 60 metri di altezza per impedirne l'abbattimento da parte della Pacific Lumber Company, situata nella contea di Humboldt (California), dal dicembre del 1997 al dicembre del 1999. Ha raccontato la sua permanenza sull'albero nel libro The legacy of Luna (Luna è il nome dato alla sequoia), tradotto in italiano con il titolo La ragazza sull'albero.
Tuttora si occupa di diritti ambientali ed è vegana.

## Biografia
È figlia di un predicatore religioso e di una maestra, e ha due fratelli. La sua infanzia fu caratterizzata dai continui spostamenti della famiglia attraverso l'America per seguire l'attività itinerante del padre.
Nell'agosto del 1996 ebbe un grave incidente automobilistico, dal quale si ristabili dopo quasi un anno di terapia intensiva. Terminate la cure mediche, si mise in viaggio con alcuni amici lungo la costa occidentale degli Stati Uniti. Il tragitto la portò nei boschi di Humboldt County, dove ebbe modo di osservare il diboscamento delle sequoie e i danni da esso provocati alle zone circostanti.

## Riconoscimenti
Le è stato conferito un dottorato ad honorem in studi umanistici dal New College della California.
È citata nel brano dei Red Hot Chili Peppers “Can’t Stop” contenuto nell’album “By the way” del 2002 che riporta “J. Butterfly is on the tree top”

## Opere
- Julia Butterfly Hill, La ragazza sull'albero, traduzione di Elisa Frontori, Milano, Corbaccio, 2000, ISBN 88-7972-435-5.
- Julia Butterfly Hill, Ognuno può fare la differenza, Milano, Corbaccio, 2002, ISBN 88-7972-542-4.